# 対話篇
対話篇（たいわへん、英: dialogue, ダイアローグ）とは、複数の登場人物の間での対話形式を採った文学ないし学術作品である。独白（モノローグ）と対になる概念である。
古より対話形式で著作を著した作家、叙述家、学者は多く、中でも西洋においては、哲学者のプラトンは膨大な著作のほとんどを対話篇で著したことで有名であり、東洋においても古代中国の諸子百家の書や仏教経典などにも対話篇を採用したものがある。
対話篇の利点は話し言葉で書かれることが多いことによる記述の平明さ、そして著者の思考の筋道を読者が追うことができる点などがある。しかし、欠点もあり、例えば、複数の登場人物が出てくることからいったいどの登場人物の主張が著者自身の主張であるかがぼやけかねないという点がある。現にデイヴィッド・ヒュームの『自然宗教に関する対話』の登場人物のうちクレアンテスかフィロンのどちらがヒューム自身の見解であるかについては現代でも論争の種である。

## 有名な対話篇

### 古代ギリシャ・ローマ
- プラトンの著作のほとんど
- クセノポン、『ソクラテスの思い出』（紀元前385年頃）
- キケロの哲学書のほとんど
- セネカ、『摂理について』『賢者の恒心について』『怒りについて』他全12巻（1世紀）
- タキトゥス、『雄弁家についての対話（英語版）』（102年）
- ルキアノス、『神々の対話（英語版）』『死者の対話』（2世紀）
- ボエティウス、『哲学の慰め』（525年）

### 旧約聖書
- 『ヨブ記』

### 古代インド
- ヴィヤーサ、『バガヴァッド・ギーター』

### 16世紀
- デジデリウス・エラスムス、『対話集』（1518 - 33年）
- ニッコロ・マキャベリ、『戦術論』（1519 - 20年）
- バルダッサーレ・カスティリオーネ、『宮廷人』（1528年）
- ジョルダーノ・ブルーノ、『原因・原理・一者について』（1584年）『天馬のカバラ』(1585年)

### 17世紀
- トマソ・カンパネッラ、『太陽の都』（1602年）
- ガリレオ・ガリレイ、『天文対話』[3]（正式名は『プトレマイオスとコペルニクスとの二大世界体系についての対話』）（1632年）
- ロバート・ボイル、『懐疑的化学者』（1661年）
- トマス・ホッブズ、『ビヒモス』（1668年）
- ベルナール・フォントネル、『新編死者の対話』（1683年）『世界の複数性についての対話』（1686年）

### 18世紀
- ゴットフリート・ライプニッツ、『人間知性新論』（1704年）
- ジョージ・バークリ、『ハイラスとフィロナスの三つの対話』（1713年）
- フランソワ・フェヌロン、『死者たちの対話』（1712年）
- ドゥニ・ディドロ、『ラモーの甥』（1761 - 74年執筆）『ダランベールの夢』（1769年執筆）
- ジャン＝ジャック・ルソー、『ルソー、ジャン＝ジャックを裁く - 対話』（1772 - 76年執筆）
- バーナード・デ・マンデヴィル、『蜂の寓話』（1774年）
- ヴォルテール、『エウヘメロスの対話』(1777年刊)
- デイヴィッド・ヒューム、『自然宗教に関する対話』（1779年刊）

### 19世紀
- ヨハン・ゴットリープ・フィヒテ、『人間の使命』(1800年)
- フリードリヒ・シェリング、『ブルーノ』（1802年）
- トマス・フログノール・ディブディン（英語版）、『ビブリオマニア』（1809年）
- サン＝シモン、『産業階級の教理問答』（1823 - 24年）
- フリードリヒ・エンゲルス、『共産主義の諸原理』(1847年)
- モーリス・ジョリー、『マキャベリとモンテスキューの地獄での対話』（1864年）
- フリードリヒ・ニーチェ、『ツァラトゥストラはかく語りき』（1883 - 85年）
- ポール・ラファルグ、『資本教』（1887年）
- ウラジーミル・ソロヴィヨフ、『三つの会話』（1900年）

### 20世紀
- カール・クラウス、『楽天家と不平家の対話』
- ポール・ヴァレリー、『エウパリノス』（1921年）
- シャルル・ペギー、『クリオ:歴史と異教的魂の対話』（1931年刊）
- ヤーコプ・フォン・ユクスキュル、『生命の劇場』（1950年刊）
- グレゴリー・ベイトソン、『精神の生態学』（1972年）
- ラカトシュ・イムレ、『数学的発見の論理―証明と論駁』（1976年）
- ダグラス・ホフスタッター、『ゲーデル、エッシャー、バッハ』（1979年）
- ポール・ファイヤアーベント、『知についての三つの対話』（1991年）

### 21世紀
- ドゥニ・カンブシュネル（フランス語版）、『デカルトはそんなこと言っていない』（2015年）
- ウエルベック/Gilles Touyard、『オペラ・ビアンカ』